# Marta Lempart
Marta Mirosława Lempart (ur. 29 sierpnia 1979 w Lwówku Śląskim) – polska działaczka społeczna i polityczna, współorganizatorka czarnego protestu (2016), inicjatorka i jedna z organizatorek Ogólnopolskiego Strajku Kobiet, który domaga się prawa kobiet do aborcji na życzenie, działaczka Międzynarodowego Strajku Kobiet, prezeska Fundacji Ogólnopolski Strajk Kobiet, jedna z inicjatorek i czołowych organizatorek protestów przeciwko zaostrzeniu przepisów dotyczących aborcji w Polsce (2020). Organizatorka protestów przeciw zmianom w sądownictwie wprowadzonym przez Prawo i Sprawiedliwość, przeciwko wykorzystywaniu seksualnemu dzieci w polskim Kościele katolickim, w obronie praw osób z niepełnosprawnościami.

## Życiorys

### Wykształcenie i praca zawodowa

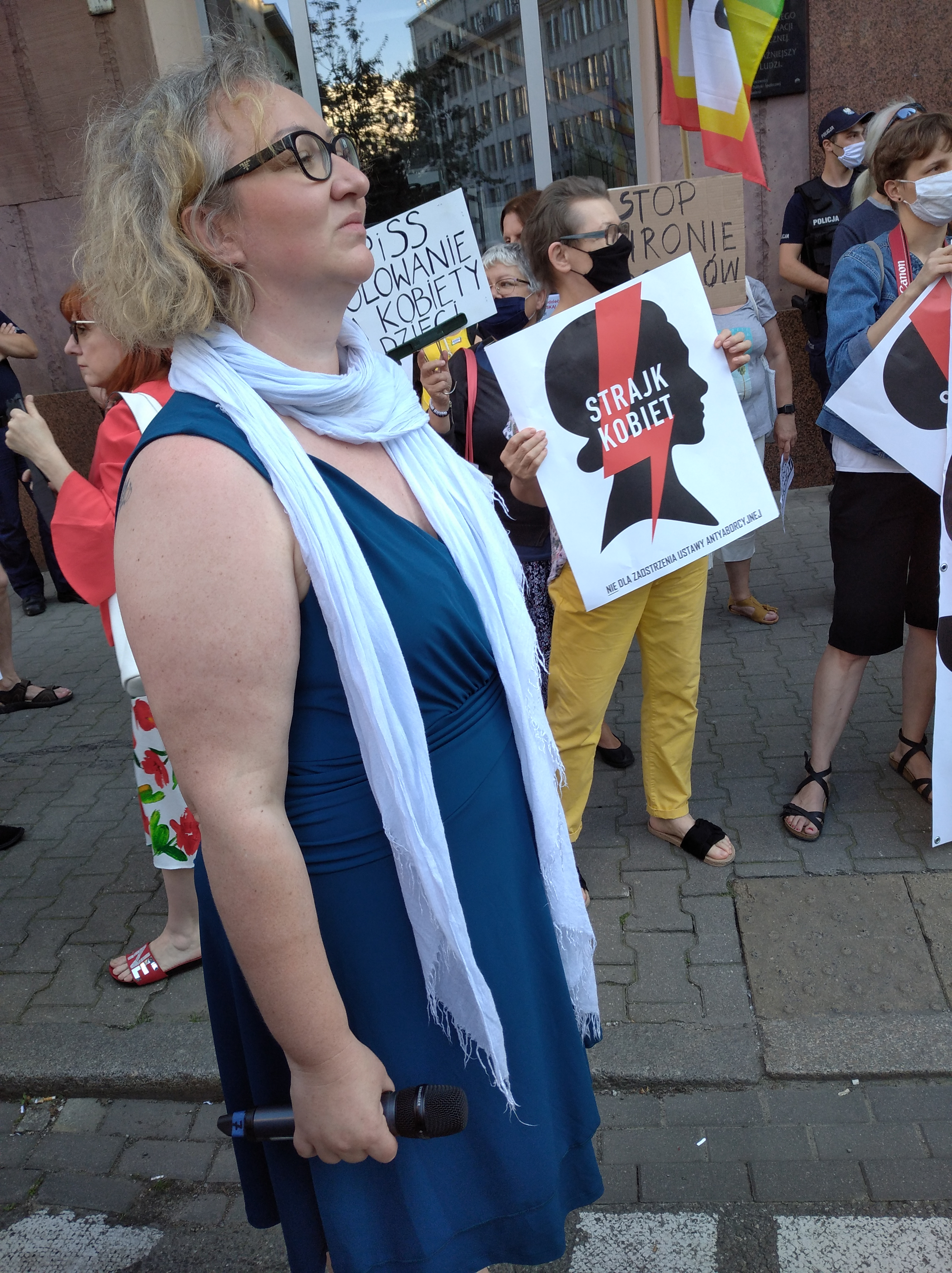
Marta Lempart na demonstracji przeciwko wypowiedzeniu konwencji stambulskiej (2020)

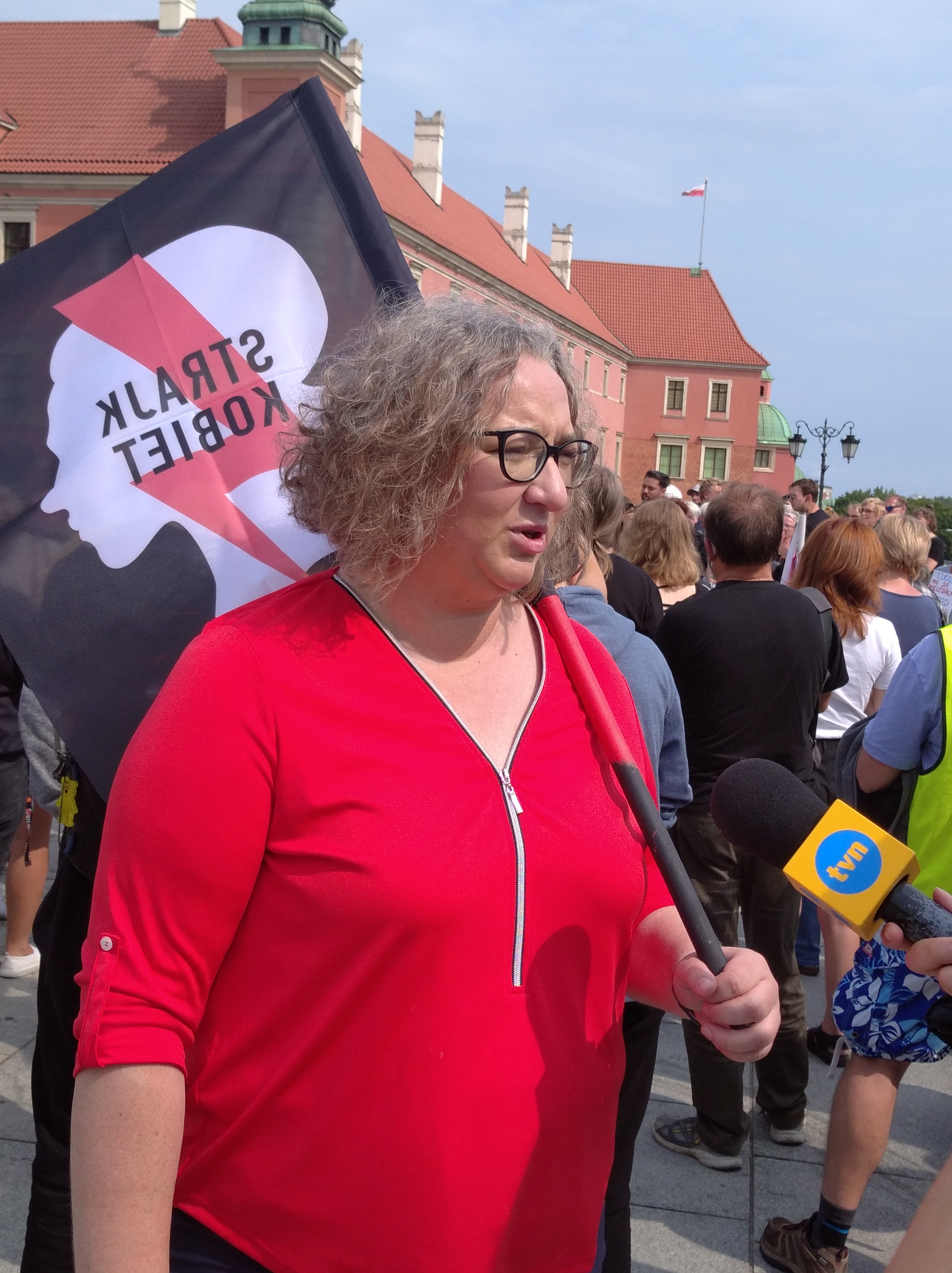
Marta Lempart na demonstracji „Kabul\Kaból” w obronie uchodźców z Afganistanu (2021)

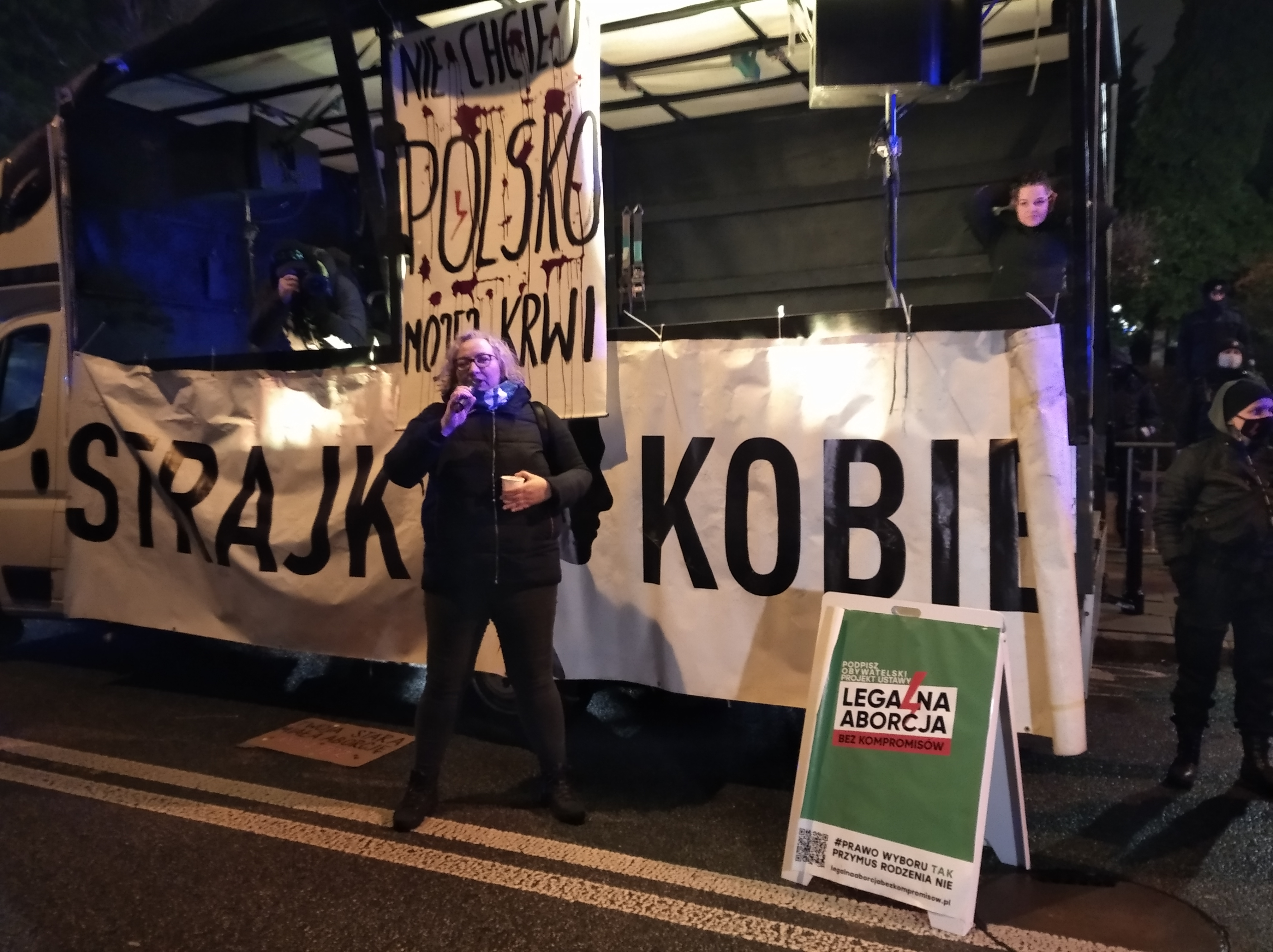
Marta Lempart w trakcie mowy na demonstracji "Nie chciej Polsko mojej krwi" (2021)

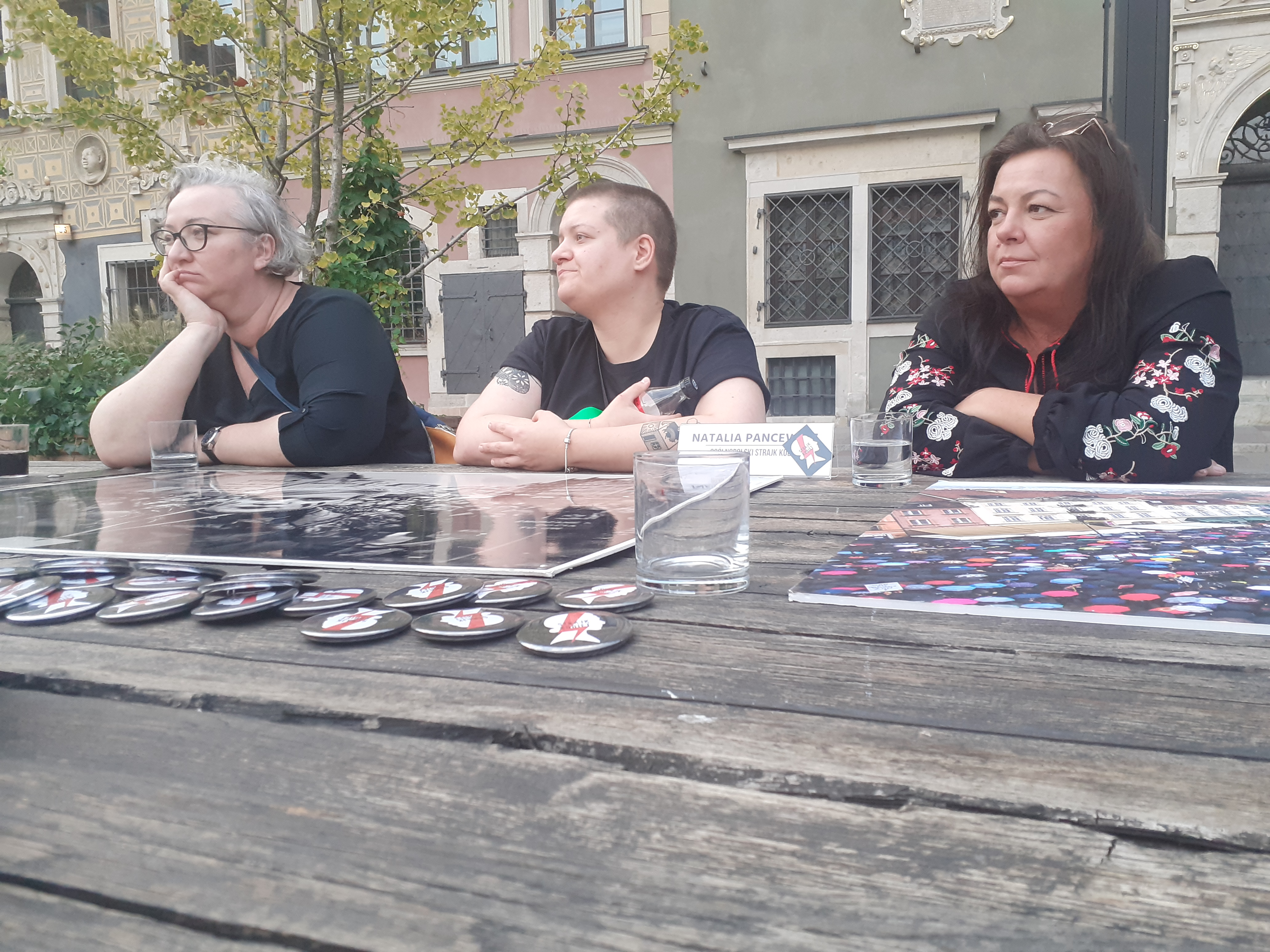
Marta Lempart, Natalia Pancewicz i Agnieszka Czerederecka na otwartym spotkaniu z przedstawicielkami OSK w Warszawie (2023)

Ukończyła wrocławskie III Liceum Ogólnokształcące im. Adama Mickiewicza. Z wykształcenia prawniczka. Zdała egzamin urzędniczy w Krajowej Szkole Administracji Publicznej. Kształciła się podyplomowo z zarządzania projektami i uzyskała w tym zakresie certyfikat PRINCE2.
W latach 2008–2010 pracowała w Ministerstwie Pracy i Polityki Społecznej oraz jako dyrektorka Wydziału Programowania i Realizacji Zadań w Państwowym Funduszu Rehabilitacji Osób Niepełnosprawnych. Jest współautorką ustawy o języku migowym i innych przepisów dostosowujących polskie prawo do Konwencji ONZ o prawach osób z niepełnosprawnościami i przepisów UE dotyczących pomocy publicznej na zatrudnianie osób z niepełnosprawnościami. Została wiceprzewodniczącą Towarzystwa Pomocy Głuchoniewidomym. Prowadzi firmę deweloperską Diamond Properties, której jest prezeską. Zajmowała się również zawodowo lobbingiem i legislacją w sektorze pozarządowym.
W latach 2020–2021 była dziennikarką Halo.Radia, gdzie prowadziła swój cotygodniowy program. Na antenie rozgłośni nadawane były także jej felietony.

### Działalność społeczna
Po dojściu w 2015 do władzy Prawa i Sprawiedliwości zaangażowała się w protesty Komitetu Obrony Demokracji. Po wpłynięciu do Sejmu projektu zaostrzającego przepisy antyaborcyjne, 25 września 2016, podczas protestu we Wrocławiu, wezwała Polki do ogólnopolskiego strajku 3 października 2016. Inspiracją do pomysłu strajku był islandzki strajk z 1975. Dzień po ogłoszeniu pomysłu, chęć udziału w proteście wyraziło na Facebooku ponad 60 tys. osób. 3 października 2016 kobiety manifestowały na ulicach 150 miast Polski, co miało przekonać PiS do zamrożenia prac nad projektem. Marta Lempart przewodziła marszowi we Wrocławiu. Na fali protestu narodził się Ogólnopolski Strajk Kobiet (OSK), którego Lempart została twarzą i jedną z liderek. Wraz z OSK w kolejnych latach organizowała zarówno protesty w sprawie praw kobiet, jak i przeciw ukrywaniu pedofilii w Kościele katolickim (pod hasłem #BabyShoesRemember), w obronie niezależności sądownictwa czy przeciw nacjonalistycznym marszom i zgromadzeniom.
Nowo powstały ruch kobiecy został zauważony także poza granicami Polski, a inspirowane nim aktywistki z innych krajów także rozpoczęły międzynarodową współpracę. Dzięki temu 8 marca 2017 w ponad 50 krajach odbył się Międzynarodowy Strajk Kobiet, którego jedną z inicjatorek i liderek została Marta Lempart. Rok później strajk odbył się już w ponad 70 krajach.

### Działalność polityczna
W listopadzie 2018 roku pojawiła się na konwencji założycielskiej liberalnej partii Teraz! Ryszarda Petru.
W wyborach samorządowych 2018 roku OSK zainicjował akcję #DziewczynyDoWyborów, której zadaniem było zachęcanie do kandydowania i wspieranie kandydatek na różne szczeble samorządowej władzy. Cel stanowiło zwiększenie udziału i roli kobiet w lokalnych strukturach samorządowych. Sama Marta Lempart została kandydatką na prezydenta Wrocławia komitetu „Wrocław dla Wszystkich”, który składał się z działaczy lokalnych organizacji społecznych oraz Partii Razem. W wyborach 21 października 2018 zdobyła 6046 głosów (2,34%), zajmując 6. miejsce spośród 10. kandydatów na urząd prezydencki.
W wyborach do Parlamentu Europejskiego w 2019 roku startowała z listy partii Wiosna z 6. miejsca w okręgu nr 12. Zdobyła 6061 głosów, co było 4. wynikiem komitetu w okręgu nr 12.
W działalności publicznej i w kampaniach wyborczych Lempart podkreśla sprawy równościowe kobiet, osób LGBT+ oraz osób z niepełnosprawnościami.
W lutym 2021 roku w wyniku zaangażowania Marty Lempart w protesty przeciwko ograniczaniu prawa do aborcji w Polsce Prokuratura Okręgowa w Warszawie postawiła jej trzy zarzuty: sprowadzenia niebezpieczeństwa dla życia i zdrowia wielu osób, znieważenia policjantów i pochwalenia przestępstw (niszczenia fasad kościołów i zakłócanie nabożeństw).

### Kontrowersje
Wobec Marty Lempart pojawiło się wiele krytycznych głosów ze strony osób wspierających Czarne Protesty oraz OSK, przede wszystkim ze strony środowisk lewicowych. Zarzucały one aktywistce m.in. brak zrozumienia faktycznych problemów kobiet w Polsce, zawłaszczenie OSK dla własnego interesu, brak szacunku wobec osób o niższym statusie społecznym, ignorowanie faktycznej pracy innych aktywistek na rzecz OSK, angażowanie w kierowanie strajkiem osób zupełnie niezwiązanych z walką na rzecz praw kobiet czy podejmowanie próby przekształcenia strajku w protesty opozycyjne związane ze środowiskiem Koalicji Obywatelskiej i Komitetu Obrony Demokracji.
10 października 2022, przed rosyjską ambasadą w Warszawie, odbył się protest przeciwko rosyjskiej agresji na Ukrainę. W wydarzeniu wzięły udział setki osób, w tym również politycy i aktywiści, którzy udzielali przemówień. Jedną z osób przemawiających była Marta Lempart, która skrytykowała mieszkających w Europie Rosjan za to, że nie wychodzą na antywojenne i antyputinowskie protesty. Kiedy z tłumu odpowiedział jej mężczyzna trzymający biało-niebiesko-białą flagę – m.in. symbol Rosjan sprzeciwiających się inwazji Rosji na Ukrainę – Marta Lempart wykrzyczała w jego stronę, aby „wypierdalał”. Młody Rosjanin, ze względów bezpieczeństwa, miał być eskortowany poza protest przez policję. Reakcja aktywistki spotkała się z ostrą krytyką wielu środowisk oraz mediów. Z dezaprobatą spotkały się również inne wypowiedzi Marty Lempart, m.in. o braku współczucia wobec Rosjan uciekających przed reżimem Władimira Putina.

### Życie prywatne
Jest córką Andrzeja Lemparta i Lidii Lempart – terapeutki mowy, damy Orderu Uśmiechu.
Jest lesbijką. Związana z trenerką wokalną Natalią Pancewicz.

## Wyniki wyborcze
| Wybory | Komitet wyborczy | Komitet wyborczy            | Organ                            | Okręg | Wynik         |
| ------ | ---------------- | --------------------------- | -------------------------------- | ----- | ------------- |
| 2018   |                  | KWW Wrocław dla Wszystkich  | Prezydent miasta Wrocławia       | –     | 6 046 (2,34%) |
| 2019   |                  | KW Wiosna Roberta Biedronia | Parlament Europejski IX kadencji | nr 12 | 6 061 (0,46%) |

## Nagrody i wyróżnienia
Nagrody imienne
- Pierwsze miejsce w plebiscycie Najbardziej wpływowe kobiety Dolnego Śląska Gazety Wrocławskiej (2013)[52],
- Nominacja do nagrody Superbohaterki „Wysokich Obcasów” (2017)[53],
- Nagroda Fundacji Polcul im. J. Bonieckiego „za działalność w dziedzinie ruchów prodemokratycznych, a w szczególności za pomysł i organizację Ogólnopolskiego Strajku Kobiet OSR” (2018)[54],
- Wyróżnienie na liście „Kobiety Roku 2020” Forbes Women wraz z Klementyną Suchanow za działalność w Ogólnopolskim Strajku Kobiet (2020)[55],
- Zwycięstwo w plebiscycie Superbohaterki magazynu „Wysokich Obcasów” (2021)[56][57][58].

Nagrody dla Ogólnopolskiego Strajku Kobiet
- European Citizenship Award (2017)[59],
- Człowiek Roku „Gazety Wyborczej” (2017)[60],
- Nagroda Radia Tok FM im. Anny Laszuk (2017)[61],
- Nagroda Wrocławia (2021)[62][63].